# NGC 7173
NGC 7173 este o galaxie situată în constelația Peștele Austral. A fost descoperită în 25 septembrie 1834 de către John Herschel. Se află la o distanță de 31,33 de megaparseci de Pământ.